# Stringband

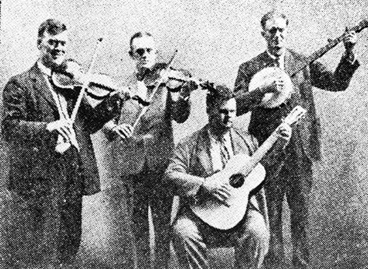
The Skillet Lickers

Een stringband (een 'snarencombo') is een muziekgroep met voornamelijk of uitsluitend snaarinstrumenten. Stringbands waren  populair in de Verenigde Staten tijdens de jaren 1920 en 1930 en behoorden tot de voorlopers van de moderne countrymuziek en bluegrass. Bekende bands waren onder meer Gid Tanner and his Skillet Lickers, de Leake County Revelers, Charlie Poole and the North Caroline Ramblers en de vroege versie van Bill Monroe's Bluegrass Boys. Moderne stringbands als de Old Crow Medicine Show inspireerden musici tot een revival van de old-time music, zoals bij de in West Europa populaire bands als Mumford & Sons en Pokey LaFarge. 
Stringbands worden doorgaans geassocieerd met old-time music, maar ook in de jazz is de term stringbands gebruikelijk voor de viool-gitaar ensembles uit de jaren van voor de Tweede Wereldoorlog. In Philadelphia en de omliggende voorsteden bestaat een aparte muzikale cultuur van (verklede) stringbands in de jaarlijkse 'Mummers Parade'.

## Stringband in old-time music
Old-Time music heeft zijn wortels in oude, traditionele muziekculturen en is zowel Afro-Amerikaans als Schots-Iers van aard. Subgenres zijn de oude viool- en banjomuziek uit de Appalachen, vioolmelodieën uit het Midden-Westen, stringbandmuziek uit North Carolina en Georgia, cajun/creoolse viool, traditionele bluegrass, countryblues en jugbandmuziek. Vroeger bestond de instrumentatie van de stringbands voornamelijk uit snaarinstrumenten, zoals de viool, de 5-snarige banjo, de akoestische gitaar en de staande bas of cello. Afhankelijk van het subgenre konden andere instrumenten als lepels, wasborden, jugs, mondharmonica's, harpen of piano's toegevoegd worden.
In de 19e en begin 20e eeuw werden er steeds meer snaarinstrumenten toegevoegd aan het viool-banjoduo, dat gangbaar was in de dansmuziek aan het begin van de 19e eeuw. Tot deze andere instrumenten behoorden de gitaar, mandoline en contrabas (of  wastobbebas), die voor de begeleiding in akkoorden en baslijnen zorgden (en soms ook voor de melodie). Een dergelijke groep, ongeacht de instrumentatie, werd eenvoudigweg een 'stringband' genoemd.

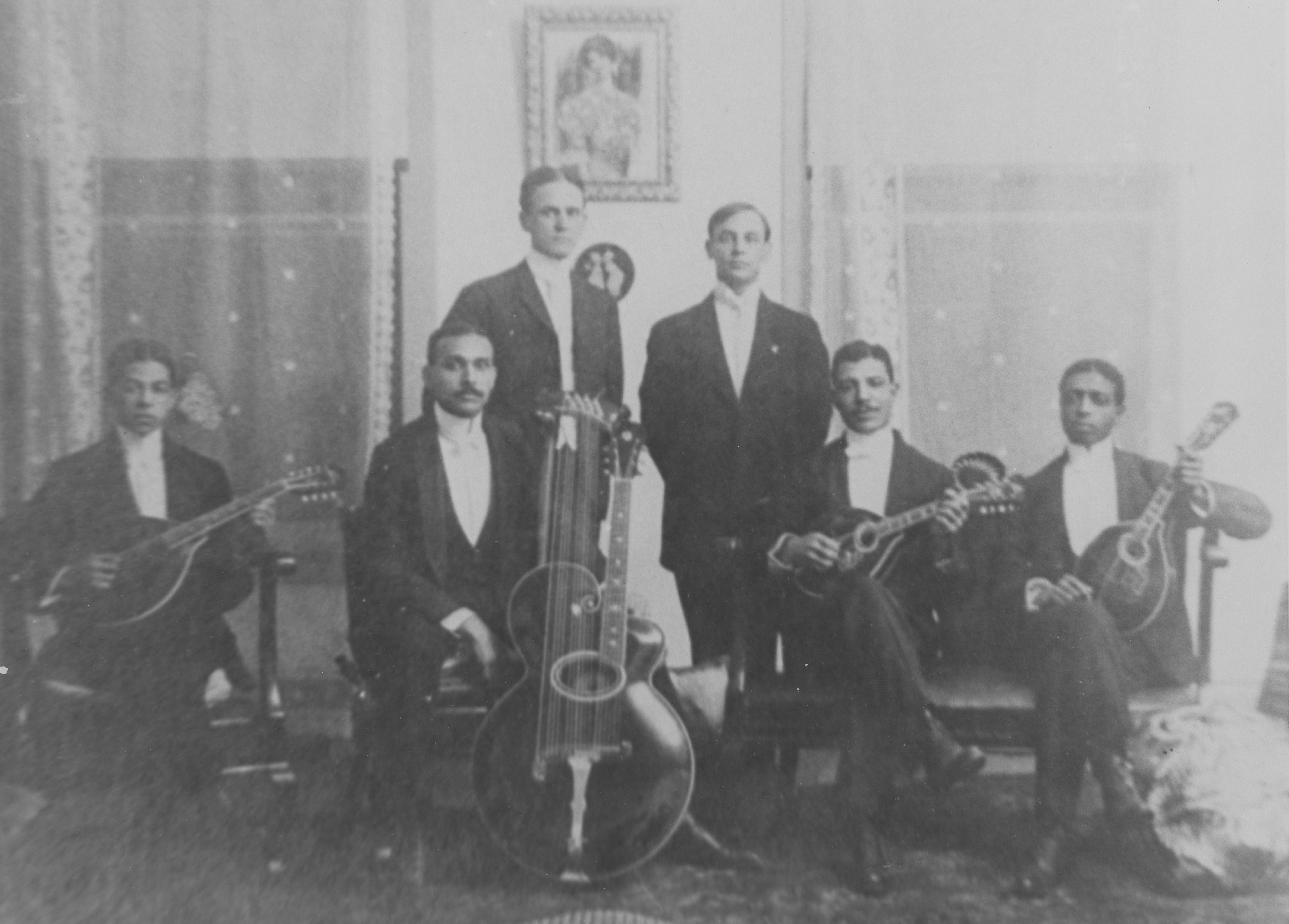
Afro-Amerikaanse stringband

In de jaren 1870 hadden de Afro-Amerikaanse danshuizen in Cincinnati al muzikanten die op viool, banjo en basviool speelden.
Ten oosten van de Mississippi was het genre in de jaren 1930 de wegbereider voor de countrymuziek en in de jaren 1940 voor de bluegrassmuziek. In dezelfde periode bleef ten westen van de Mississippi de Western muziekstijl akoestisch, terwijl de Western swingbands hun instrumenten elektrisch versterkten. De westernmuziek werd country & western later versimpeld tot country.

## Stringbands in jazz
In de jaren twintig begonnen artiesten stringbandmuziek te mengen met andere populaire stijlen. Lonnie Johnson en zijn broer, James "Steady Roll" Johnson, waren beiden bedreven op banjo, gitaar en viool en namen op met verschillende orkesten op in een bluesstijl. Lonnie Johnson nam eind jaren twintig ook duetten op met Eddie Lang en zette daarmee de toon voor stringband jazz, waaronder Bull Frog Moan/A Handful of Riffs uit 1929. Net zo invloedrijk als de duetten van Johnson en Lang waren de duetten van Lang en Joe Venuti. In deze werken, voltooid in 1926, ligt de nadruk bij de gitaar op het ritme en bij de vioollijn op de swing en de melodie.
Red McKenzie, die ook met Lang opnam, nam in de jaren 1930 ook op met een invloedrijke stringband, de Spirits of Rhythm. De groep bestond uit een gitarist, zelfgemaakte percussie, contrabas en er werd vaak scat gezongen. De specifieke vorm van scat die uiteindelijk met stringbandmuziek werd geassocieerd, was gebaseerd op straattaal uit Harlem en is te horen op McKenzie's opname My Old Man uit 1933. Een andere band uit de jaren 1930, Slim and Slam, zette deze specifieke vorm van scat voort in hun opname van The Flat Foot Floogie.  Een vervol uit g hierop was het opvallende duetalbum "Blues and Ballads", opgenomen in 1960 met Lonnie Johnson en gitarist Elmer Snowden, een beroemde banjospeler/gitarist uit de jaren 1920.

## Moderne stringbands
- The New Lost City Ramblers, een New Yorkse stringband uit de tijd van de Amerikaanse folk music revival
- Old Crow Medicine Show
- The Incredible String Band
- The Onlies afkomstig uit Seattle
- Oldtime Stringband uit Hoorn en Amsterdam
- Yonder Mountain String Band uit Nederland, Colorado
- Town Mountain uit Asheville, North Carolina
- Darlingside uit Boston
- Harper's Weekly uit Zweden
- Sankofa Strings, een Afro-Amerikaanse stringband met o.a. Rhiannon Giddens